# Nederlands kampioenschap dammen jeugd
Het Nederlands kampioenschap dammen voor de jeugd wordt jaarlijks georganiseerd door de KNDB en werd voor het eerst in 1951 gespeeld. Later werd dit het Nederlands kampioenschap voor junioren genoemd en kwamen er afzonderlijke kampioenschappen voor de jongere jeugd bij: in 1974 voor aspiranten, in 1979 voor pupillen, in 1998 voor welpen en in 2010 voor benjamins. De huidige leeftijdsgrenzen zijn 19 jaar (junioren), 16 jaar (aspiranten), 13 jaar (pupillen), 10 jaar (welpen) en 8 jaar (benjamins).
Vanaf 2025 wordt een gezamenlijk NK jeugd voor zowel junioren, aspiranten als pupillen gehouden. Voor de welpen is er een apart NK. Jongens en meiden spelen door elkaar. Er zijn prijzen voor de top 3 in de algemene eindstand, en voor de 3 beste meiden. De finales per leeftijdsgroep worden volgens het Zwitsers systeem gehouden over negen speelrondes. De vrijgekomen speeldagen worden benut voor een nieuw toernooi: het NK Rapid Jeugd. Dit toernooi heeft wel halve finales. Prijzen worden alleen uitgereikt aan de winnaars in de algemene eindstand.

## Kampioenen algemeen
| Jaar | Junioren               | Aspiranten             | Pupillen                | Welpen                   | Benjamins jongens |
| ---- | ---------------------- | ---------------------- | ----------------------- | ------------------------ | ----------------- |
| 1951 | P. Boers               |                        |                         |                          |                   |
| 1952 | Fenno Boog             |                        |                         |                          |                   |
| 1953 | Jan Dallinga           |                        |                         |                          |                   |
| 1954 | Willie Okrogelnik      |                        |                         |                          |                   |
| 1955 | Willie Okrogelnik      |                        |                         |                          |                   |
| 1956 | O. Hoekstra            |                        |                         |                          |                   |
| 1957 | Douwe de Jong          |                        |                         |                          |                   |
| 1958 | Lammie van den Heuvel  |                        |                         |                          |                   |
| 1959 | Lammie van den Heuvel  |                        |                         |                          |                   |
| 1960 | Leen de Rooij          |                        |                         |                          |                   |
| 1961 | Ed Holstvoogd          |                        |                         |                          |                   |
| 1962 | Wouter van Beek        |                        |                         |                          |                   |
| 1963 | Govert Westerveld      |                        |                         |                          |                   |
| 1964 | Ton Sijbrands          |                        |                         |                          |                   |
| 1965 | Ruud Palmer            |                        |                         |                          |                   |
| 1966 | Harm Wiersma           |                        |                         |                          |                   |
| 1967 | Frank Drost            |                        |                         |                          |                   |
| 1968 | Frank Drost            |                        |                         |                          |                   |
| 1969 | IJsbrand Haven         |                        |                         |                          |                   |
| 1970 | Jeroen Goudt           |                        |                         |                          |                   |
| 1971 | Jeroen Goudt           |                        |                         |                          |                   |
| 1972 | A. Goeree              |                        |                         |                          |                   |
| 1973 | Hans Jansen            |                        |                         |                          |                   |
| 1974 | Cor Hofstee            | Gerrit Wassink         |                         |                          |                   |
| 1975 | Jannes van der Wal     | Henk Hosper            |                         |                          |                   |
| 1976 | Geert van Aalten       | Peter de Jong          |                         |                          |                   |
| 1977 | Tjeerd Harmsma         | Eran Binenbaum         |                         |                          |                   |
| 1978 | Nico Knoops            | Gérard Jansen          |                         |                          |                   |
| 1979 | Jos Stokkel            | Hendrik van der Zee    | Paul Nitsch             |                          |                   |
| 1980 | Jacob Okken            | Erik Brunsman          | Willie van der Braak    |                          |                   |
| 1981 | Ron Heusdens           | Hendrik van der Zee    | Maarten Linssen         |                          |                   |
| 1982 | Gérard Jansen          | Willie van der Braak   | Marco Wiering           |                          |                   |
| 1983 | Gérard Jansen          | Johan Smits            | Anton van Berkel        |                          |                   |
| 1984 | Hendrik van der Zee    | Arjan van Leeuwen      | Erno Prosman            |                          |                   |
| 1985 | Wieger Wesselink       | Jappie Smink           | Jan Mente Drent         |                          |                   |
| 1986 | Hendrik van der Zee    | Mark Deurloo           | Michel Koop             |                          |                   |
| 1987 | Odin Mol               | Carlo van den Hurk     | Marino Barkel           |                          |                   |
| 1988 | Marco Wiering          | Joost de Heer          | Roeland Oosten          |                          |                   |
| 1989 | Marco Wiering          | Matthijs Robbens       | Hans Thio               |                          |                   |
| 1990 | Martijn Vissers        | Toby Hage              | Joost Hendriksen        |                          |                   |
| 1991 | Anton van Berkel       | Mark Kemperman         | Paul Thio               |                          |                   |
| 1992 | Kees Thijssen          | Laurens Fijn van Draat | Michiel Kroesbergen     |                          |                   |
| 1993 | Mark Kemperman         | Mark Hoogakker         | Dirk van Schaik         |                          |                   |
| 1994 | Kees Thijssen          | Jan Peter Patist       | Wiebe van der Wijk      |                          |                   |
| 1995 | Mark Kemperman         | Jeroen van den Akker   | Michiel Kloosterziel    |                          |                   |
| 1996 | Laurens Fijn van Draat | Dirk van Schaik        | Jasper Lemmen           |                          |                   |
| 1997 | Mark Hoogakker         | Erwin Heunen           | Jasper Lemmen           |                          |                   |
| 1998 | Jeroen van den Akker   | Michiel Kloosterziel   | Wouter Ludwig           | Robert-Jan van den Akker |                   |
| 1999 | Jeroen van den Akker   | Bas Messemaker         | Klaas-Hendrik Leijenaar | Mudassar Malik           |                   |
| 2000 | Dirk van Schaik        | Jasper Lemmen          | Klaas-Hendrik Leijenaar | Stefan Stapper           |                   |
| 2001 | Arjen de Mooij         | Rik Keurentjes         | Jorijn Verplak          | Yuen Wong                |                   |
| 2002 | Michiel Kloosterziel   | Danny Slotboom         | Robin Vogelaar          | Bas van Engelen          |                   |
| 2003 | Niek Kuijvenhoven      | Pim Meurs              | Stefan Stapper          | Rik Verboon              |                   |
| 2004 | Jasper Lemmen          | Pim Meurs              | Frerik Andriessen       | Martijn de Leeuw         |                   |
| 2005 | Ernst Jan de Bruijn    | Pieter Steijlen        | Roel Boomstra           | Erik van Rossum          |                   |
| 2006 | Pim Meurs              | Roel Boomstra          | Rik Verboon             | Wopke de Vries           |                   |
| 2007 | Pieter Steijlen        | Roel Boomstra          | Martijn de Leeuw        | Martijn van IJzendoorn   |                   |
| 2008 | Roel Boomstra          | Michel Stempher        | Arwin Lammers           | Jitse Slump              |                   |
| 2009 | Roel Boomstra          | Thijs van den Broek    | Martijn van IJzendoorn  | Jitse Slump              |                   |
| 2010 | Wouter Sipma           | Martijn van IJzendoorn | Martijn van IJzendoorn  | Vincent Houtjes          | Pieter Brouwer    |
| 2011 | Wouter Sipma           | Martijn van IJzendoorn | Jan Groenendijk         | Dirk Vet                 | Berke Yiğittürk   |
| 2012 | Jan Groenendijk        | Martijn van IJzendoorn | Nick Waterink           | Kirsty Wahjuwibowo       | Jan Kornilov      |
| 2013 | Martijn van IJzendoorn | Alex Ketelaars         | Jorne Huiting           | Berke Yiğittürk          | Jan Kornilov      |
| 2014 | Jan Groenendijk        | Jan Groenendijk        | Dirk Vet                | Jan Kornilov             | Wilmer Oostindjer |
| 2015 | Wouter Wolff           | Wouter Morssink        | Berke Yiğittürk         | Simon Harmsma            | Melvin Koullen    |
| 2016 | Jitse Slump            | Berke Yiğittürk        | Emre Hageman            | Gerard Kramer            | Egor Kornilov     |
| 2017 | Jitse Slump            | Machiel Weistra        | Simon Harmsma           | Melvin Koullen           | Matheo Boxum      |
| 2018 | Wouter Morssink        | Berke Yiğittürk        | Emre Hageman            | Matheo Boxum             | Alexei Ovsyanko   |
| 2019 | Machiel Weistra        | Berke Yiğittürk        | Roland Kreeft           | Matheo Boxum             | Alexey Isupov     |
| 2020 | niet gespeeld          | niet gespeeld          | niet gespeeld           | niet gespeeld            | niet gespeeld     |
| 2021 | Machiel Weistra        | Simon Harmsma          | Matheo Boxum            | Temuulen Khurelbaatar    | niet gespeeld     |
| 2022 | Machiel Weistra        | Sytze Spijker          | Yulia Bintsarovska      | Josef Zhang              | niet gespeeld     |
| 2023 | Simon Harmsma          | Alexei Ovsyanko        | Siebe Kortleven         | Sven Schakel             | Daniël van Vugt   |
| 2024 | Simon Harmsma          | Siebe Kortleven        | Pepijn van Merkerk      | David Vlot               | Ypharo Posthumus  |
| 2025 | Sytze Spijker          | Alexei Ovsyanko        | Sven Schakel            | Daniel van Vugt          |                   |

## Kampioenen meisjes
| Jaar | Junioren             | Aspiranten          | Pupillen           | Welpen              | Benjamins           |
| ---- | -------------------- | ------------------- | ------------------ | ------------------- | ------------------- |
| 1987 |                      | Aline Pastoor       |                    |                     |                     |
| 1988 |                      | Gerda van der Let   | Jorien Alink       |                     |                     |
| 1989 |                      | Delia Verhoef       | Jorien Alink       |                     |                     |
| 1990 | Lianne Jansen        | Anja Bouwman        | Jorien Alink       |                     |                     |
| 1991 | Delia Verhoef        | Nadine van Tiel     | Jorien Alink       |                     |                     |
| 1992 | Anja Bouwman         | Trudy Backus        | Marieke Smeenk     |                     |                     |
| 1993 | Nicole Kokx          | Jorien Alink        | Linda Schnieders   |                     |                     |
| 1994 | Nicole Kokx          | Jorien Alink        | Uscha Badal        |                     |                     |
| 1995 | Tamara Wattez        | Marieke Smeenk      | Ineke de Jong      |                     |                     |
| 1996 | Jorien Alink         | Linda Schnieders    | Eline Huisman      |                     |                     |
| 1997 | Linda Schnieders     | Mariëlle Kromhout   | Marjolein Geurts   |                     |                     |
| 1998 | Jorien Alink         | Mariëlle Kromhout   | Miranda Kiewit     |                     |                     |
| 1999 | Cora Koopman         | Maddy Lemmen        | Saskia Veltman     |                     |                     |
| 2000 | Linda Schnieders     | Laura Heunen        | Irene Sterrenburg  | Marjolein de Bruijn |                     |
| 2001 | Astrid van der Stelt | Jolien de Graag     | Anne-Wil Koopman   | Suzanne Hoksbergen  |                     |
| 2002 | Roelinda Lunenborg   | Saskia Veltman      | Laura Andriessen   | Susanne Stapper     |                     |
| 2003 | Saskia Veltman       | Andrea Gutter       | Rebecca van Beek   | Heike Verheul       |                     |
| 2004 | Saskia Veltman       | Laura Andriessen    | Mei-Jhi Wu         | Karlijn Overes      |                     |
| 2005 | Saskia Veltman       | Mei-Jhi Wu          | Heike Verheul      | Lotte Aleven        |                     |
| 2006 | Ingrid de Kok        | Mei-Jhi Wu          | Lotte Aleven       | Gerlinda Schaafsma  |                     |
| 2007 | Laura Andriessen     | Heike Verheul       | Lotte Aleven       | Gerlinda Schaafsma  |                     |
| 2008 | Mei-Jhi Wu           | Heike Verheul       | Lotte Aleven       | Melanie Voskuil     |                     |
| 2009 | Mei-Jhi Wu           | Karlijn Overes      | Lisa Aleven        | Melanie Voskuil     |                     |
| 2010 | Karlijn Overes       | Denise van Dam      | Michelle de Jong   | Ilse Barf           | Claire Vaessen      |
| 2011 | Karlijn Overes       | Michelle de Jong    | Michelle de Jong   | Lotte Meijer        | Marie Gabbert       |
| 2012 | Heike Verheul        | Gerlinda Schaafsma  | Tessa Aleven       | Kirsty Wahjuwibowo  | Marie Gabbert       |
| 2013 | Denise van Dam       | Gerlinda Schaafsma  | Ilse Barf          | Marie Gabbert       | Luise Gabbert       |
| 2014 | Denise van Dam       | Melanie Voskuil     | Tamar Visser       | Lisa Scholtens      | Marjory Feyt        |
| 2015 | Marieke Altena       | Ilse Barf           | Suzanne Staal      | Lisa Scholtens      | Marjory Feyt        |
| 2016 | Darja Koullen        | Tamar Visser        | Nicole de Vries    | Marjory Feyt        | Tanya-Marie Cnossen |
| 2017 | Melanie Voskuil      | Darja Koullen       | Lisa Scholtens     | Puck Boudens        | Sasha Chumachenko   |
| 2018 | niet gespeeld        | Darja Koullen       | Luise Gabbert      | Tanya-Marie Cnossen | Alyne Goerres       |
| 2019 | Tamar Visser         | Nicole de Vries     | Marjory Feyt       | Sasha Chumachenko   | Fien Lenderink      |
| 2020 | niet gespeeld        | niet gespeeld       | niet gespeeld      | niet gespeeld       | niet gespeeld       |
| 2021 | Nicole de Vries      | Lisa Scholtens      | Yulia Bintsarovska | Jasmina Benhari     | niet gespeeld       |
| 2022 | Fleur Kruysmulder    | Tanya-Marie Cnossen | Sasha Chumachenko  | Chantal van Santen  | niet gespeeld       |
| 2023 | Fleur Kruysmulder    | Fleur Kruysmulder   | Indy Schouten      | Gwen Scholten       | Maya Scholten       |
| 2024 | Luise Gabbert        | Marlijn Moene       | Jasmina Benhari    | Gwen Scholten       | Galadriël Jansen    |
| 2025 | Fleur Kruysmulder    | Yulia Bintsarovska  | Chantal van Santen | Galadriël Jansen    |                     |